# CA 센트랄 코르도바 (로사리오)
클루브 아틀레티코 센트랄 코르도바(스페인어: Club Atlético Central Córdoba)는 산타페주 로사리오를 연고로 하는 아르헨티나의 축구 클럽이다. 현재 아르헨티나 축구 리그 시스템에서 4부 리그에 해당하는 프리메라 C 메트로폴리타나에 참가하고  있다. 이 팀은 같은 이름인 산티아고델에스테로의 센트랄 코르도바와 마찬가지로 철도 노동자들에 의해 설립되었다.

## 수상
- 코파 아드리안 베카르 바렐라 (1): 1933
- 프리메라 B (2): 1957, 1990–91
- 프리메라 C (3): 1952, 1973, 1987–88
- 토르네오 델 리토랄 (1): 1939[1]